# قشر مغز

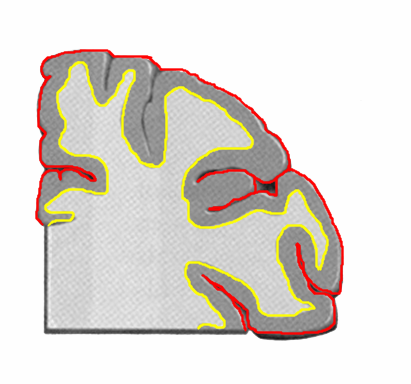
کورتکس مغز انسان

قشر مخ یا قشر مغز یا کورتکس مغز (به انگلیسی: Cerebral cortex) لایه نازکی از جنس ماده خاکستری است که سطح مغز را می‌پوشاند و مرکز نهایی پردازش اطلاعات ورودی به مغز است که حاصل فعالیت‌های ان۱-فکر کردن و ۲- کار و عملکرد هوشنمدانه و ۳-یادگیری یا فرا گرفتن می‌باشد.
قشر مخ دارای سه بخش ارتباطی و حسی و حرکتی می‌باشد. بخش حسی، پیام‌هایی که حسی هستند را دریافت می‌کند. بخش ارتباطی، ارتباط بین بخش حسی و حرکتی را بر قرار می‌کند و بخش حرکتی هم پیام‌ها را به سمت ماهیچه‌ها و غده‌های مورد نظر می‌برد.
قشر مخ مرکز بسیاری از اعمالات ارادی بدن و مرکز پردازش اطلاعات حسی در مغز می‌باشد که چین خوردگی‌های این لایه به پردازش بهتر اطلاعات حسی کمک می‌نماید. این لایه از سلول‌های عصبی مغز تشکیل شده است. علت خاکستری رنگ بودن این لایه بیرونی مخ، تجمع جسم سلولی (پریکاریون) یاخته‌های عصبی تشکیل دهنده آن می‌باشد پس در این لایه میلین وجود ندارد. ضخامت آن در نواحی مختلف مغز متفاوت است اما تقریباً در همه جا ضخامتی بین ۲ تا ۴ میلی‌متر دارد.
از نظر سلولی، قشر مغز از ۶ لایه روی هم تشکیل شده است. البته ضخامت هر لایه در نواحی مختلف قشر متفاوت است و در برخی نواحی مغز برخی از این لایه‌ها ممکن است وجود نداشته باشند. لایه‌های سلولی مغز از بیرون به داخل عبارت‌اند از:
1. لایه ملکولی Molecular Layer
2. لایه دانه‌دار خارجی External Granular Layer
3. لایه هرمی خارجی External Pyramidal Layer
4. لایه دانه‌دار داخلی Internal Granular Layer
5. لایه هرمی داخلی Internal Pyramidal Layer
6. لایه چندشکلی Multiform Layer

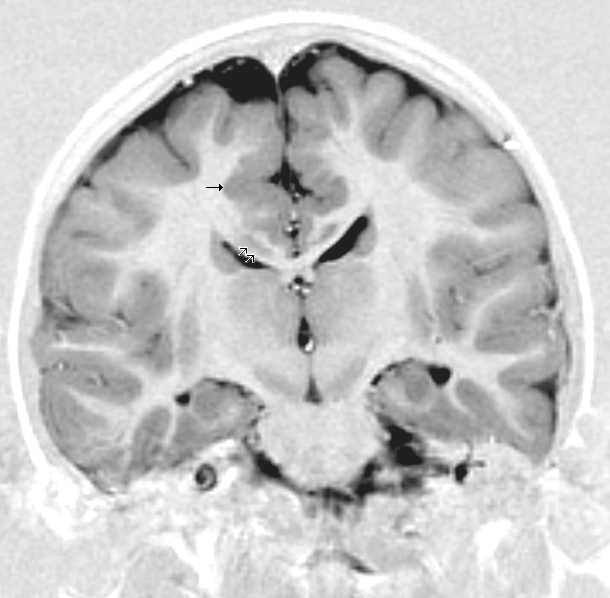
کورتکس مغز

قشر مغز مسئول کلیه رفتارهای ارادی انسان مانند کنترل ارادی تنفس و دفع ارادی ادرار است. رفتارهای شناختی (cognitional) انسان نیز از این ارگان سرچشمه می‌گیرند.